# Cinar Corporation c. Robinson
Cinar Corporation c. Robinson est un arrêt de principe de la Cour suprême du Canada concernant la qualification du préjudice subi ainsi que la violation du droit d'auteur.

## Contexte factuel et juridique
Claude Robinson est un dessinateur canadien qui a créé – durant les années 1980 – les personnages de la série Robinson Sucroë. Il s’est fait voler ses dessins par la société de production Cinar. Ce vol de propriété intellectuelle lui a occasionné d’importantes souffrances psychologiques. Il poursuit la société Cinar. La Cour d'appel du Québec a jugé que Robinson a subi un préjudice corporel et elle a par conséquent appliqué le plafond de 400 000 $ de la trilogie Andrews (établi en 1978). Robinson fait appel de cette décision devant la Cour suprême du Canada car il ne veut pas être limité par ce plafond de l'arrêt Andrews en matière de préjudice corporel. S'il a subi un préjudice matériel plutôt qu'un préjudice corporel, il peut réclamer davantage.

## Jugement
La Cour suprême déclare que la Cour d’appel a commis une erreur et elle affirme qu’il « convient davantage de qualifier les souffrances psychologiques subies par M. Robinson de préjudice non pécuniaire découlant d’un préjudice matériel. C’est la violation initiale, plutôt que les conséquences de cette violation, qui sert de fondement pour décider du type de préjudice subi. ». La Cour suprême note également que puisque la violation du droit d’auteur n’était pas une atteinte à l’intégrité physique de M. Robinson, les répercussions sur la santé physique de la victime ne suffisent pas pour qualifier le préjudice de préjudice corporel. Pour qu’il y ait un préjudice corporel, l’arrêt Schreiber c. Canada (Procureur général)  dit qu’il faut établir la présence d’une atteinte à l’intégrité physique.

## Impact doctrinal
Il y avait auparavant un désaccord doctrinal en droit québécois concernant la qualification du préjudice. Les auteurs Jean-Louis Baudouin et Nathalie Vézina soutenaient une approche fondée sur les conséquences sur préjudice, tandis que le professeur Daniel Gardner soutenait une approche fondée sur l'atteinte première. Concrètement, l'existence de deux approches concurrentes créait de la confusion sur le plan terminologique. Dans l'arrêt Cinar, la Cour suprême est venue résoudre ce désaccord doctrinal en adoptant l'approche du professeur Gardner. Dans l'arrêt Montréal (Ville) c. Dorval, la Cour suprême a ensuite réaffirmé que c'est la notion d'atteinte première qui permet de qualifier le préjudice

## Autres sujets couverts
Outre la qualification du préjudice, l’arrêt Cinar traite également des conditions d’ouverture à la sanction des dommages-intérêts punitifs, de l’évaluation des dommages-intérêts pour violation du droit d’auteur, de l’utilisation d’experts dans les procès pour violation du droit d’auteur, de l’absence de solidarité des acteurs en présence et de la responsabilité des administrateurs et dirigeants lorsqu’il y a violation du droit d’auteur.